# Neath-Port Talbot
Neath-Port Talbot (del galés: Castell-nedd Port Talbot) es una ciudad condado y autoridad unitaria en el sur de Gales (Reino Unido). Se formó a partir de los antiguos distritos de Neath, Port Talbot y parte del valle de Lliw en abril de 1996 como Neath and Port Talbot, aunque poco después cambió su nombre al actual.
Este condado limita con las áreas de Bridgend y Rhondda Cynon Taff al este, Powys y Carmarthenshire al norte y Swansea al oeste. Sus principales ciudades son Neath, Port Talbot y Pontardawe.

## Geografía
La mayoría de la población de Neath-Port Talbot reside en áreas desarrolladas a lo largo de corredores circundantes a la autopista M4/ Línea Principal de Gales del Sur y a la carretera A465. La mayor ciudad es Neath, con 47.020 habitantes, seguida por Puerto Talbot con 35.633 habitantes. En cuanto a las otras ciudades: Pontardawe tiene una población de 5.035 personas, Glynneath de 4.368 y Barca Britana de 7.186.
La población en la región alcanzó su máximo en la década de 1930. Las cifras del censo muestran una población de 151.563 habitantes en 1931. Ésta ha disminuido progresivamente durante todo el siglo XX. En 2001 permaneció en 134.471. En la década de 1990, la mayor parte de las áreas en la región mostraron una disminución o un pequeño cambio en la población, con las notables excepciones de Bryncoch del Sur y Margam, donde creció entre 47.29% y 41.36% respectivamente. Las estimaciones del ayuntamiento local indican que la población ha crecido durante la década de los 2000.

## Localidades
- Blaengwrach
- Blaengwynfi
- Bryn
- Coedhirwaun
- Croeserw
- Crynant
- Cwmavon
- Cwmllynfell
- Cymmer
- Dyffryn Cellwen
- Glyncorrwg
- Glyn-Neath
- Gwaun-Cae-Gurwen
- Neath
- Pontardawe
- Pontrhydyfen
- Port Talbot
- Resolven
- Seven Sisters[5]

## Gobierno y política
Neath-Port Talbot fue creado a partir de los antiguos distritos de Neath, Puerto Talbot y parte del Valle de Lliw el 1 de abril de 1996. Surgió como Neath y Puerto Talbot, cambiando su nombre al actual el día siguiente: el 2 de abril de 1996.

### Gobernantes locales
Toda el área de Neath-Port Talbot perteneció una vez al condado de Glamorgan del Oeste, que sucesivamente pasó a formar parte del condado histórico de Glamorgan. Desde la reorganización local de 1996, Neath-Port Talbot está gobernada por el Concejo del Municipio Condal de Neath-Port Talbot.
Neath-Port Talbot es un baluarte incondicional laborista, quienes han permanecido en el poder desde la formación de la autoridad en 1996.

### Políticos galeses
La autoridad unitaria contiene dos circunscripciones electorales, que son:
- Aberavon, cuyo actual Miembro de la Asamblea es Brain Gibbons, del Partido Laborista Galés, desde 1999.
- Neath, cuyo actual Miembro de la Asamblea es Gwenda Thomas, del Partido Laborista Galés, desde 1999.

### Política de Reino Unido
- Aberavon, cuyo actual Miembro del Parlamento es Hywel Francis, del Partido Laborista, desde 2001.
- Neath, cuyo actual Miembro del Parlamento es Peter Hain, del Partido Laborista, desde 1991.

## Economía e industria
Las empresas más importantes en Neath-Port Talbot incluyen Corus en Acerías de Puerto Talbot; Amazon.co.uk con su centro de distribución en Marina Jersey; Visteon con su planta Trabajos Elba en Madrigueras Crymlyn; Borg Warner con su planta de componentes de automotor en Margam Moors; y el Grupo Sofidel con su planta Intertissue en Bahía Baglan.

## Ciudades hermanadas
Las ciudades hermanadas del condado de Neath-Port Talbotson:
- Albacete, Castilla-La Mancha, España.
- Bagneux, Isla de Francia, Francia.
- Esslingen am Neckar, Baden-Wurtemberg, Alemania.
- Heilbronn, Baden-Wurtemberg, Alemania.
- Piotrków Trybunalski, Polonia.
- Schiedam, Países Bajos.
- Udine, Friuli-Venecia Julia, Italia.
- Velenje, Eslovenia.
- Vienne, Poitou-Charentes, Francia.

## Educación
Las mejores escuelas de educación secundaria en Neath-Port Talbot, basándose en los pases 5 GCSE, grados A-C, según el informe de la última inspección por Estyn:
- 73% Instituto de Enseñanza Secundaria Cwmtawe, Pontardawe (inglés) (Cwmtawe Comprehensive School)
- 67% Ysgol Gyfun Ystalyfera, Ystalyfera (galés)
- 62% Instituto de Enseñanza Secundaria Dyffryn, Puerto Talbot (inglés) (Dyffryn Comprehensive School)
- 55% Instituto de Enseñanza Secundaria Cefn Saeson, Neath (inglés) (Cefn Saeson Comprehensive School)
- 55% Escuela Católica de San José y Sexta Forma, Puerto Talbot (inglés) (St Josephs Catholic School and Sixth Form)
- 52% Instituto de Enseñanza Secundaria Dwr y Felin, Neath (inglés) (Dwr y Felin Comprehensive School¡¡)
- 51% Instituto de Enseñanza Secundaria Glan Afan, Puerto Talbot (inglés) (Glan Afan Comprehensive School)
- 48% Instituto de Enseñanza Secundaria Llangatwg, Neath (inglés) (Llangatwg Comprehensive School)
- 47% Instituto de Enseñanza Secundaria Sandfields, Puerto Talbot (inglés) (Sandfields Comprehensive School)
- 46% Instituto de Enseñanza Secundaria Cwrt Sart, Neath (inglés) (Cwrt Sart Secondary School)
- 40% Instituto de Enseñanza Secundaria Cymer Afan, Cymer, Puerto Talbot (inglés) (Cymer Afan Comprehensive School)

## Lugares de interés
- Parque Forestal Afan (Afan Forest Park), antiguamente conocido como Afan Argoed, era un parque rural para el paseo y ocio. Recientemente se ha convertido en la meca para las bicicletas de montaña con la creación de numerosas pistas.
- Parque rural Margam (Margam Country Park), un destino frecuente para el Campeonato Mundial de Rallies y es muy popular, habiendo turistas durante todo el año.
- Aberdulais, Neath dispone de hermosos saltos de agua y ha sido retratada en el cuadro El Molino de Agua (The Watermill en inglés) del pintor Turner
- Playa Aberavon, una amplia playa y enclave turístico, de especial importancia para los surfistas.
- Parque rural Gnoll, Neath (Gnoll Country Park, Neath), un gran parque rural con lagos, cascadas y las ruinas de la histórica mansión gnoll, antigua sede de la familia Mackworths.